# ドルミッツ
ドルミッツ (ドイツ語: Dormitz) は、ドイツ連邦共和国バイエルン州フォルヒハイム郡（オーバーフランケン行政管区）に属す町村（以下、本項では便宜上「町」と記述する）で、クラインゼンデルバッハおよびヘッツレスとともに形成するドルミッツ行政共同体の本部所在地。
ドルミッツは、エアランゲンの東約10km、ニュルンベルクの北約15kmに位置する。

## 地理

### 自治体の構成
この町は、公式には2つの地区 (Ort) からなる。このうち、集落は首邑のドルミッツのみである。

## 歴史
ドルミッツが初めて文献上言及されるのは、1142年もしくは1146年で、ジークフリートという人物を、"Sigefridus de dorenbenze" あるいは "Sigefrid de dornbenze" と2種類の書き方をしている。この村は、1803年の帝国代表者会議主要決議までバンベルク司教領であった。ホーエンツォレルン家のバイロイト侯領や帝国都市であるニュルンベルクの領土も、この自治体の領域内には存在した。いずれもバイエルン領に編入された。
たとえばエアランゲンなどからの人口流入により、この町の人口は、ここ40年の間に2倍になった。

## 行政
2014年からホルガー・ベツォルトが第1首長を務めている。

## 文化と見所

### 建造物
聖母教会は、1400年頃建設された教会城塞で、1416年6月29日に初めて文献上の記録がある。防御施設は19世紀にはすでに作られていたことが証明されている。この教会は、現在も多くのゴシック芸術の作品を収蔵している。

## 友好都市
- Clairoix （フランス、コンピエーニュ近郊）

## 引用
1. ↑  https://www.statistikdaten.bayern.de/genesis/online?operation=result&code=12411-003r&leerzeilen=false&language=de Genesis-Online-Datenbank des Bayerischen Landesamtes für Statistik Tabelle 12411-003r Fortschreibung des Bevölkerungsstandes: Gemeinden, Stichtag (Einwohnerzahlen auf Grundlage des Zensus 2011)
2. ↑  Bayerische Landesbibliothek Online